# José Alí Lebrún Moratinos
José Alí Lebrún Moratinos (19 de marzo de 1919-21 de febrero de 2001) fue un eclesiástico católico venezolano, arzobispo de Caracas desde 1980 hasta 1995.

## Biografía
Nació en Puerto Cabello Estado Carabobo Venezuela el 19 de marzo de 1919.
Realizó su formación primaria en el Colegio San José de Puerto Cabello, regentado por los Hermanos de las Escuelas Cristianas.
En julio de 1934, ingresó en el Seminario Interdiocesano de Caracas, donde realizó los estudios eclesiásticos.
Fue enviado a estudiar en la Pontificia Universidad Gregoriana. En el trascurso de sus estudios en Roma, la Segunda Guerra Mundial lo obligó a salir de Italia e ingresar en la Pontificia Universidad Javeriana de Colombia.

### Sacerdocio
Su ordenación sacerdotal fue el 19 de diciembre de 1943 en la Catedral de Valencia; incardinándose en la diócesis de Valencia.
Como sacerdote desempeñó los siguientes ministerios:
- Miembro del equipo formador del Seminario de Valencia.
- Director espiritual del Seminario de Valencia
- Rector del Seminario de Valencia.
- Capellán y miembro de la facultad del Colegio Nuestra Señora de Lourdes.
- Capellán de la cárcel de Valencia.
- Asesor diocesano de la Juventud Católica Femenina.
- Director de la revista "Cultura Católica" y del diario "El Carabobeño"
- Asesor de la Asociación de Educación Católica venezolana.
- Maestro de ceremonias.
- Defensor del vínculo y pro-vicario general matrimonial.

## Episcopado
El 2 de agosto de 1956, el papa Pío XII lo nombró obispo titular de Aradus y obispo auxiliar de Maracaibo por el papa Pío XII. Fue consagrado el 2 de septiembre del mismo año.
Fue elegido administrador apostólico de la diócesis de Maracaibo después de la muerte de Marcos Sergio Godoy.
Fue nombrado obispo de la Diócesis de Maracay, por el papa Pío XII.

### Obispo de Valencia
El 19 de marzo de 1962, el papa Juan XXIII lo nombró obispo de Valencia. 
Entre 1962 y 1965 participó en el Concilio Vaticano II.

### Arzobispo de Caracas
El 21 de septiembre de 1972, el papa Pablo VI lo nombró arzobispo titular de Voncaria y arzobispo coadjutor de Caracas. El 24 de mayo de 1980, aceptada la renuncia de José Humberto Quintero, pasó automáticamente a ser arzobispo de Caracas. 
Fue presidente de la Conferencia Episcopal Venezolana entre 1984 y 1990. 
En 1994, presentó su renuncia como lo establece el Código de Derecho Canónico. El 27 de mayo de 1995, el papa Juan Pablo II le aceptó su renuncia como arzobispo de Caracas, nombrado a su sucesor al mismo tiempo.

## Cardenalato

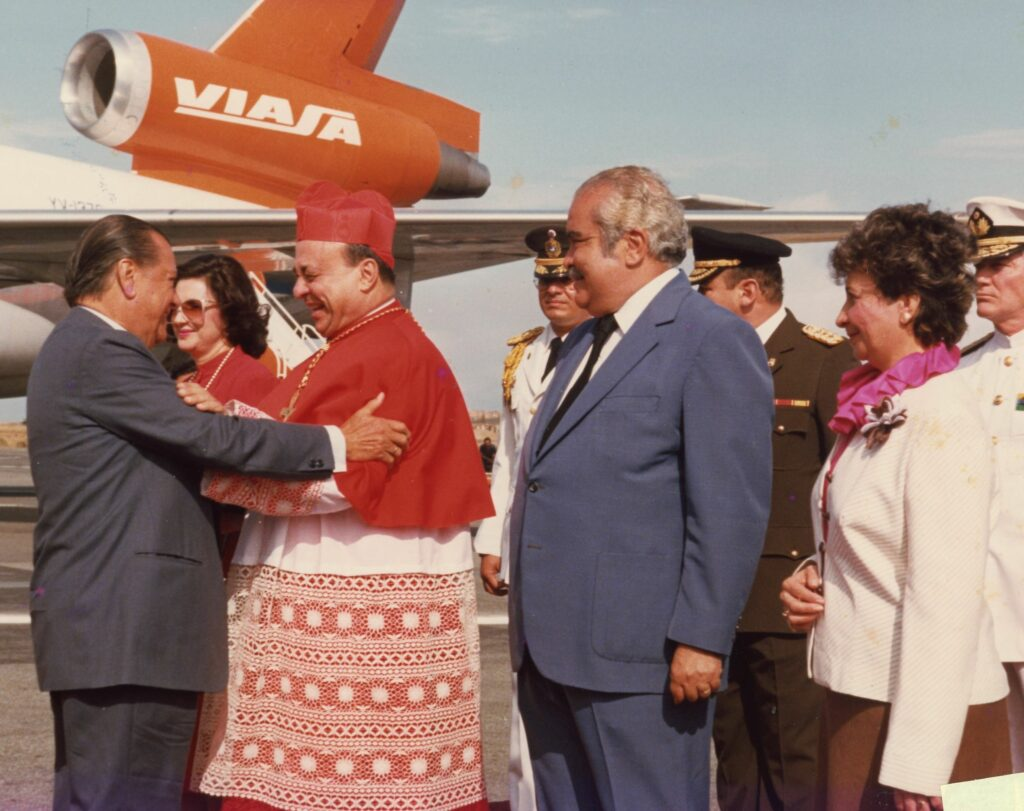
José Alí Lebrún, al regresar a Venezuela luego de su creación como Cardenal. Aparecen el entonces presidente Luis Herrera Campíns y el expresidente Rafael Caldera (1983).

Durante el consistorio del 2 de febrero de 1983 fue creado cardenal por el papa Juan Pablo II recibiendo el Capelo y el anillo, siéndole asignada la Basílica de San Pancracio en Roma.

## Fallecimiento
El cardenal Lebrún murió en el hospital padre Machado en Caracas después de sufrir un ataque al corazón en 2001. Fue enterrado en la Catedral Metropolitana de Caracas. 

### Proceso de beatificación
El 3 de marzo de 2021, el Cardenal Baltazar Porras Cardozo, entregó los documentos pertinentes para  la apertura de la causa de beatificación de José Alí Lebrún, expresando a su vez que posee también el proceso de beatificación a nivel diocesano por lo que desde entonces ostenta el título de Siervo de Dios y su proceso de beatificación está en proceso, según así se da a entender en comunicaciones oficiales.